# Szintillator

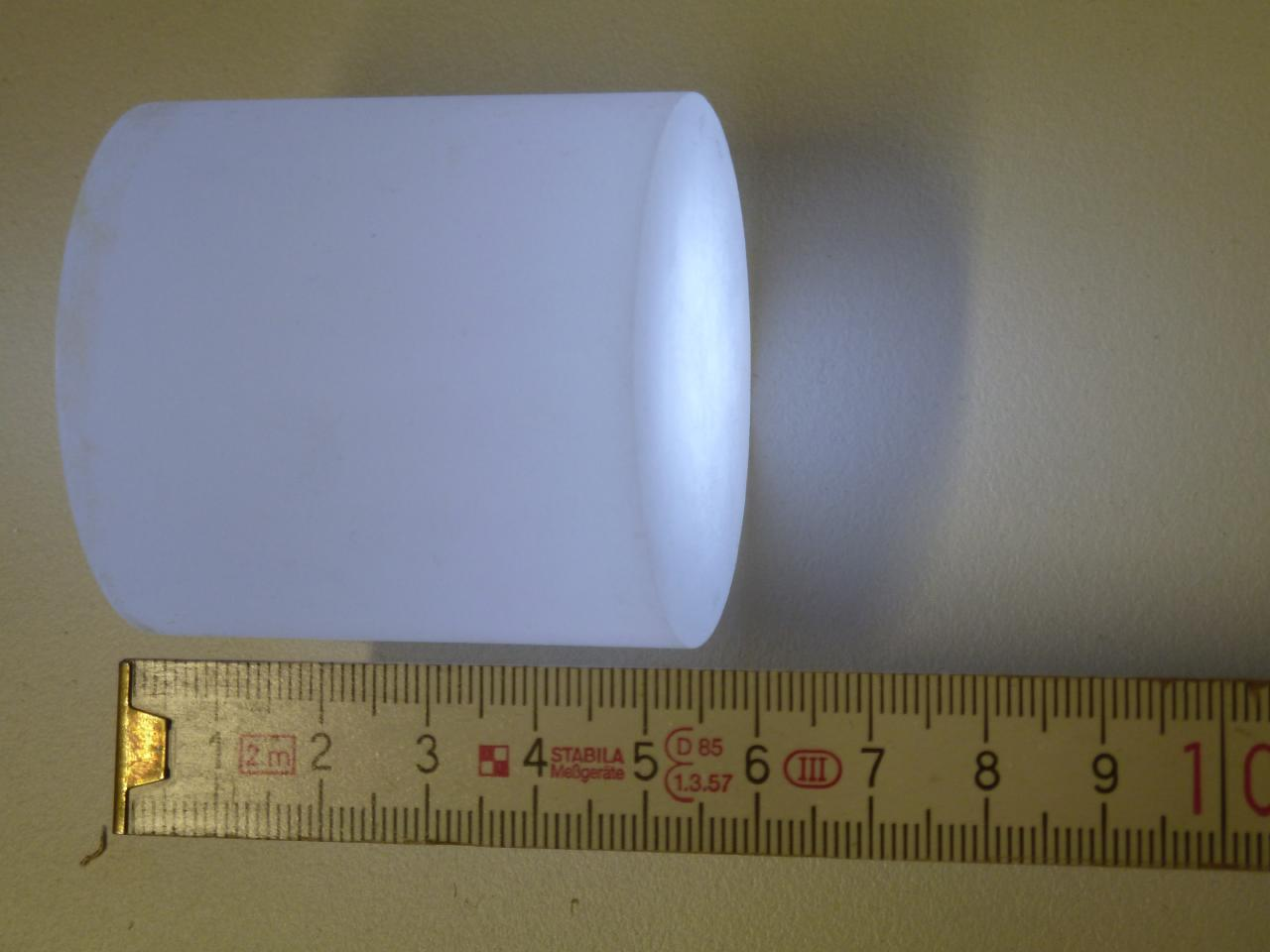
Ein CsI(Tl)-Einkristall zur Verwendung in einem Szintillationszähler für Gammastrahlung

Ein Szintillator ist ein Körper, dessen Moleküle beim Durchgang von energiereichen Photonen oder geladenen Teilchen durch Stoßprozesse angeregt werden und die Anregungsenergie in Form von Licht (meist im Ultraviolett- oder sichtbaren Bereich) wieder abgeben. Diesen Vorgang bezeichnet man als Szintillation (von lateinisch scintillare: ‚funkeln‘, ‚flackern‘).

## Einleitung
Der Effekt wird vor allem in Szintillationszählern zur Messung der Energie und Intensität ionisierender Strahlung genutzt. Die im Szintillator deponierte Energie jedes einzelnen Stoßvorgangs ergibt sich durch Messung der Lichtmenge (z. B. mit einem Photomultiplier oder einer Photodiode), die Intensität (der Fluss der Teilchen oder Quanten) aus der Anzahl der Szintillationen pro Zeitspanne.
Indirekt können auch freie Neutronen nachgewiesen werden, nämlich über die geladenen Teilchen, die sich nach Streuprozessen wegen des Rückstoßes durch den Szintillator bewegen oder die bei Kernreaktionen des Neutrons im Szintillatormaterial freigesetzt werden (siehe Neutronendetektor).
Das Wort Szintillator kann das betreffende Material oder auch das fertige Geräteteil bezeichnen.
Es gibt organische und anorganische Szintillatoren. Sie haben unterschiedliche Mechanismen der Szintillation.

## Anorganische Szintillatoren
Anorganische Szintillatoren sind Kristalle, die mit Aktivator-Zentren dotiert sind. Ionisierende Strahlung erzeugt in diesem Festkörper freie Elektronen, freie Löcher oder Elektron-Loch-Paare (Exzitonen). Im Kristallgitter wandern solche Anregungszustände, bis sie auf ein Aktivatorzentrum treffen.
Das Aktivatorzentrum ist nun angeregt und fällt unter Emission von sichtbarem Licht (Photonen) wieder in den Grundzustand.
Der Ionisationsverlust der Teilchen bestimmt, wie viele Photonen im Kristall erzeugt werden.
Damit der Szintillator für sein eigenes Licht genügend durchlässig ist, muss er im Allgemeinen ein Einkristall sein.
Beispiele: Bismutgermanat, Bleiwolframat, Lutetiumoxyorthosilicat, Natriumiodid, Zinksulfid, Caesiumiodid

## Organische Szintillatoren
Organische Szintillatoren können Kristalle, Flüssigkeiten oder polymere Festkörper sein. Der Mechanismus der Szintillation beruht auf der Anregung von Molekülzuständen in einem primären Fluoreszenzstoff, die beim Zerfall UV-Strahlung emittieren.
Ein zweites fluoreszierendes Material, z. B. der „Wellenlängenschieber“  POPOP, muss dem Szintillator hinzugefügt werden, da UV-Strahlung in den meisten durchsichtigen Materialien eine nur sehr geringe Reichweite besitzt.
Neuerdings wurde Polyethylennaphthalat als primärer Fluoreszenzstoff guter Ausbeute im sichtbaren Wellenlängenbereich entdeckt, was eine deutliche Preissenkung organischer Szintillatoren erwarten lässt.
Bei Flüssigkeiten als Szintillatoren ist zu unterscheiden zwischen
- Flüssigszintillationszählern, bei denen die zu messende Substanz (ein Betastrahler geringer Energie) sich zusammen mit dem Szintillator in einer Lösung befindet, und
- Flüssigszintillatoren zur Messung schneller Neutronen. Ein solcher Szintillator wird, eingeschlossen in einem abgeschmolzenen Glasgefäß oder Metallgefäß mit Glasfenster, wie ein fester Szintillator verwendet. Diese Szintillatoren bieten den Vorteil, dass die von Gammastrahlung herrührenden Impulse von den Neutronenimpulsen mit elektronischen Mitteln (Impulsformdiskriminierung) unterschieden werden können.

## Einsatz
Szintillatoren werden in der Grundlagenforschung, aber auch auf Gebieten wie Strahlenschutz und Strahlenmedizin vielfältig eingesetzt. In der Teilchenphysik werden sie beispielsweise – gemeinsam mit anderen Materialien wie Wellenlängenschiebern – in Kalorimetern gebraucht. Mit den immer höheren Energien und Intensitäten der Teilchenstrahlen steigen dabei auch die Anforderungen an Qualität, Komplexität und Strahlenresistenz der Szintillatormaterialien. Organische Flüssigszintillatoren werden in der Neutrinophysik eingesetzt und bieten hier neben der Kalorimetrie auch die Möglichkeit zur Teilchenidentifikation. Hier kommen auch insbesondere metallbeladene Szintillatoren zum Einsatz. Manche Detektorkonstruktionen erfordern besondere Anstrengungen bei der Kalibrierung, da beispielsweise LaBr-Szintillatoren ein nicht-lineares Ansprechverhalten aufweisen. Anderweitig werden Szintillatoren in theoretischen Modellen zur Energieerzeugung gebraucht, in welchen sie Gammastrahlung in energieärmere Photonen „umwandeln“, welche über den photovoltaischen Effekt weitergenutzt werden könnten.